# لانتانا كوهابية
لانتانا كوهابية (الاسم العلمي: Lantana cujabensis) هي نوع نباتي يتبع جنس اللانتانا من فصيلة اللويزية.